# Госпођа министарка (филм из 1989)
Госпођа министарка је југословенски телевизијски филм снимљен у продукцији Телевизије Београд 1989. године према истоименој комедији Бранислава Нушића из 1929. године. Редитељ је Здравко Шотра док је директор фотографије Бранислав Кузмановић, сценограф Марина Милин, костимограф Борис Чаксиран, композитор Душан Кауровић и монтажа Петар Путниковић.

## Улоге
| Глумац                     | Улога                        |
| -------------------------- | ---------------------------- |
| Милена Дравић              | Живка Поповић                |
| Светислав Гонцић           | Чеда Урошевић                |
| Наташа Чуљковић            | Дара                         |
| Предраг Лаковић            | Ујка Васа                    |
| Војислав Брајовић          | Нинковић                     |
| Мира Бањац                 | Тетка Даца                   |
| Душан Булајић              | Сима Поповић                 |
| Милутин Бутковић           | Теча Панта                   |
| Драгомир Чумић             | Пера - писар                 |
| Зоран Цвијановић           | Краљ Александар Карађорђевић |
| Јелена Чворовић            | Учитељица енглеског језика   |
| Никола Ђуричко             | Рака                         |
| Дубравко Јовановић         | Теча Пантин син              |
| Оливера Марковић           | Тетка Савка                  |
| Драгољуб Гула Милосављевић | Теча Јаков                   |
| Владислава Милосављевић    | Соја                         |
| Ташко Начић                | Риста Тодоровић              |
| Драган Николић             | Пера Каленић                 |
| Михајло Бата Паскаљевић    | Службеник у министарству     |
| Јелица Сретеновић          | Госпођа Ната                 |
| Весна Станојевић           | Анка                         |
| Јосиф Татић                | Јова поп-Арсин               |
| Власта Велисављевић        | Сава Мишић                   |